# Herman Charles Bosman

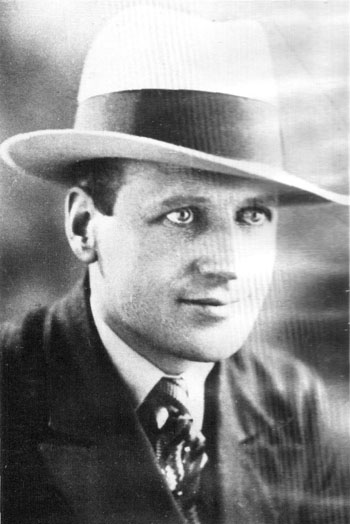
Herman Charles Bosman

Herman Charles Bosman (Kuilsrivier bij Kaapstad (destijds Kaapkolonie, tegenwoordig West-Kaap), 3 februari 1905 - bij Edenvale (destijds Transvaal, tegenwoordig Gauteng), 14 oktober 1951) was een Zuid-Afrikaanse schrijver en journalist. Bosman, die ook het pseudoniem Herman Malan hanteerde, schreef in het door het Afrikaans beïnvloed Engels.

## Levensloop
Opgeleid aan de Universiteit van Witwatersrand gaf hij een tijdlang les op een school in het gebied van Groot Marico. De omgeving en haar inwoners vormden een inspiratiebron voor zijn later opgetekende verhalen Oom Schalk Lourens en Voorkamer.
Bosman werd in 1926 ter dood veroordeeld voor het doodschieten van zijn stiefbroer, maar deze straf werd later omgezet in tien jaar celstraf met zware dwangarbeid. Na vier en een half jaar werd hij uit de gevangenis vrijgelaten en startte hij zijn eigen uitgeverij. Zijn ervaringen als gevangene vormden de basis voor zijn boek Cold Stone Jug.
Hij schreef onder pseudoniem in Die Touleier, een tijdschrift dat hij samen met een vriend had opgericht in 1930. Van 1934 tot 1940 verbleef hij in Engeland waar hij schreef voor Empire Movement Annual en News Digest. Veel van zijn Oom Schalk Lourens-verhalen werden daar geschreven. Na zijn terugkeer na de oorlog naar Zuid-Afrika werd hij redacteur van de South African Opinion en van Trek. 
Herman Charles Bosman die er samen met zijn vrouw Ella Manson een losbandige levensstijl op nahield, overleed op 46-jarige leeftijd aan een zich plots voordoende pijn in de borstkas.

## Postume uitgaven
Na zijn dood werden verschillende werken voor het eerst of opnieuw uitgegeven, onder andere A cask of jerepigo (1957) en een keuze uit zijn gedichten in The earth is waiting (1974). In zijn roman Willemsdorp (1977) wordt verslag gedaan van de verkiezingsoverwinning van de Afrikaner nationalisten in 1948 en daarmee is het een van de eerste romans die gaan over de legalisering van de apartheid. Zijn verzameld werk verscheen in 1981 onder de titel The collected works of Herman Charles Bosman, ingeleid door Lionel Abrahams. Bosman past, net als Pauline Smith en William Plomer, in de pastorale traditie. 
In 1997 - het vijftigste herdenkingsjaar van Bosmans eerste verzameling in boekvorm, Mafeking Road - zijn plannen gerezen om zijn werk opnieuw te redigeren en samen te stellen om zodoende Bosmans teksten in de oorspronkelijke en volledige vorm uit te geven. Dit project behoort tegen 2005 - op de honderdjarige herdenking van de geboorte van Bosman - afgerond te worden. De oorspronkelijke titels uit deze serie krijgen de toevoeging 'the anniversary edition' mee.

## Werken (selectie)
- Jacaranda in the night (1947), roman
- Mafeking Road (1947), bundel korte verhalen
- Afrikaanse vertaling van de Rubaiyat van Omar Khayam (1947)
- Cold Stone Jug (1949)

- Bibliothèque nationale de France: cb12022154j (data)
- Digitale Bibliotheek voor de Nederlandse Letteren: bosm048
- Gemeinsame Normdatei: 118856650
- International Standard Name Identifier: 0000 0003 6851 7404
- Library of Congress Control Number: n50048244
- Nationale Bibliotheek van Tsjechië: xx0005757
- Nationale Bibliotheek van Israël: 987007276428505171
- Nederlandse Thesaurus van Auteursnamen: 069250847
- Système universitaire de documentation: 02837326X
- Trove: 794742
- Virtual International Authority File: 59095951
- WorldCat: E39PBJppGMyjHgHfFg9tbmQDv3